# Zeitgeist: Moving Forward
Zeitgeist: Moving Forward ist ein Dokumentarfilm des amerikanischen Regisseurs Peter Joseph aus dem Jahr 2011. Es ist nach Zeitgeist (2007) und Zeitgeist: Addendum (2008) der dritte Film der Serie in Spielfilmlänge. Der Film wurde über das Videoportal YouTube veröffentlicht und bislang 25 Millionen Mal aufgerufen (Stand: Oktober 2019).

## Inhalt
Der dritte Film knüpft an das in den zwei vorhergehenden Filmen begonnene Gesamtbild an, das einen umfassenden Versuch unternimmt, die heutige Welt in ihrer ökonomischen und sozialen Ganzheit aus dem Blickwinkel der USA zu erfassen.

### Teil I – Die Natur des Menschen
Hierbei beginnt der dritte Film mit dem Thema der Epigenetik und der Relativierung von Vorurteilen bezüglich genetischer „Belastung“. Er führt hierbei das Beispiel auf, dass ein genetisch „schwächeres“ Lebewesen diesen „Nachteil“ leicht ausgleicht, wenn es in dem Bereich mehr stimuliert wird als ein genetisch bevorteilteres Lebewesen, das in diesem Bereich vernachlässigt wird. So führt er an, dass viel Gewalttätigkeit auf kindliche Vernachlässigung oder Traumatisierung zurückzuführen ist und im Gegenzug Talentiertheit öfter bei Kindern, die viel berührt und umsorgt wurden, vorzufinden ist.

### Teil II – Soziale Pathologie
Im Weiteren geht der Film auf den Finanzsektor ein und beschreibt die mit einer entemotionalisierten Spekulationsbranche einhergehenden verheerenden Auswirkungen auf die physische Welt, genauer, die Menschen, die unter der als Folge auf die Spekulationen auftretenden Wirtschaftskrise zu leiden haben.

### Teil III – Projekt Erde
Zum Ende hin beschäftigt sich der Film mit einer Alternative zum kapitalistisch-monetären „System“ und stellt den Visionär Jacque Fresco vor, der das Konzept der ressourcenbasierten Ökonomie begründete, das Venus-Projekt. Dies stellt einen mehr oder weniger „ganzheitlichen“ Ansatz dar, der aber den Fokus auf eine neue wissenschaftlich begründete und global koordinierte Wirtschaft legt. Der Autor stellt dabei klar heraus, dass er sich weder dem Kommunismus, Sozialismus oder einem anderen „-ismus“ zuordnen lassen möchte, und kritisiert die gegenwärtige Geisteshaltung der meisten Menschen, die jeden in eine „Schublade“ stecken möchten. Er führt hierbei das Extrembeispiel der USA auf, in denen sofort angenommen würde, man gehöre zu dem als einzige Alternative assoziierten Lager, wenn man nicht zu dem anderen gehört.

### Teil IV – Der Aufstieg
„If you are not a Republican then you must be a Democrat. If you are not a Christian, then you might be a Satanist.“
–
„Wenn du kein Republikaner bist, dann musst du ein Demokrat sein. Wenn du kein Christ bist, bist du wahrscheinlich ein Satanist.“
Mit diesem Zitat wird im Film gesagt, dass man der Bevölkerung gerne eine Auswahlmöglichkeit lässt, um ihnen das Gefühl zu geben, selbst Entscheidungen treffen zu können.
Außerdem wird ein Szenario dargestellt, aktuelle Regierungen zu stürzen, in dem die Bevölkerung all ihr Geld von den Konten abhebt. Es finden globale Demonstrationen statt, und die Regierungen geben nach. Danach wird weltweit das Bargeld vor den Zentralbanken zu riesigen Türmen gehäuft.

## Form
Der Film benutzt die Mittel des Dokumentarfilms. Wie die beiden Vorgänger kombiniert er animierte Szenen mit von symbolkräftigen Bildern unterlegten Texten. Neu in „Zeitgeist: Moving Forward“ sind die Interviews, die Peter Joseph mit Wissenschaftlern führte, darunter der Biologe Robert Sapolsky, der Soziologe Richard G. Wilkinson oder der Geologe Colin J. Campbell. Der Mediziner Gabor Maté erhielt für das Interview ein Honorar von 1500 Dollar. Dies belegt jedoch der Autor selbst nicht.